# Dinetus racemosus
Dinetus racemosus är en vindeväxtart som först beskrevs av Wallich, och fick sitt nu gällande namn av Robert Sweet. Dinetus racemosus ingår i släktet Dinetus och familjen vindeväxter. Inga underarter finns listade i Catalogue of Life.